# Vofkori József
Vofkori József (Brassó, 1936. március 28. – Székelyudvarhely, 1998. december 24.) erdélyi magyar orvos, orvosi szakíró. Vofkori György (1938–2016) és Vofkori László (1944–2008) testvére.

## Életútja
Középiskoláit Székelyudvarhelyen végezte 1954-ben. Orvosi diplomát 1960-ban a marosvásárhelyi OGYI Általános Orvosi Karán kapott. 1963-ig ugyanitt gyakorló orvos, majd 1963–65 között Iaşi-ban egyetemi gyakornok. Rövid ideig Székelyudvarhelyen iskolaorvos, majd 1967-től 1981-ig az OGYI anatómiai tanszékén tanársegéd. Ez idő alatt 220 anatómiai preparátumot készített a tanszék múzeuma részére. 1981-től haláláig a székelyudvarhelyi kórház sürgősségi osztálya és a mentőállomás orvosa, 1991–92-ben a Székelyudvarhelyen megjelenő InforMed tájékoztató szakfolyóirat szerkesztője.

## Kutató munkája
Tudományos kutatásai a kísérleti daganatkutatás módszertanára, a szöveti regeneráció, a hisztokémiai, a szöveti szétesést követő ammóniamérgezés területére, valamint az oktatás módszertanára vonatkoznak. Módszert dolgozott ki a daganatok növekedésének mérésére. Szakdolgozatai belföldi és külföldi folyóiratokban (Orvosi Szemle – Revista Medicală, Chirurgia, Revista Medico-Chirurgicală, Forum, Revista Învăţămîntului Superior, Revue Roumaine de Neurologie, Inovaţii Sanitare, Plasma, illetve Neoplasma, Excerpta Medica Cancer) jelentek meg. Művelődés- és tudománytörténeti írásait A Hét, Korunk, Művelődés, Vörös Zászló, Hargita közölte.
Kőnyomatos egyetemi jegyzetei az anatómiai nevezéktan köréből:
- Nomina Anatomica Parisiensis – Nomenclatura anatomiei umane cu explicaţii lexicale (Marosvásárhely, 1976);
- Regiones Corporis Humani – Regiunile corpului uman (Marosvásárhely, 1976);
- Dicţionar anatomic latin–român (Marosvásárhely, 1976);
- Sürgősségi diagnostica és therapia mentőorvosok számára. I. Prediagnostica (Székelyudvarhely 1990).

Tankönyvpótló jegyzetei: 
- Az ember bonctana és élettana. Egészségügyi líceumok tanulói számára (Székelyudvarhely 1990);
- Az ember bonctana és élettana. I. Általános rész. Egészségügyi asszisztensképző. Függelék: Nomina anatomica, Latin–magyar anatómiai szótár (Székelyudvarhely, 1991);
- A szív fejlődési rendellenességeinek osztályozása (Székelyudvarhely, 1994).

Több száz oldalnyi tanulmánya kéziratban maradt, ezekben a Bolyaiak emlékezetével, Bolyai János betegségével (Bolyai János betegségei kordokumentumok és a modern orvostudomány tükrében) és följegyzéseivel, a székelyudvarhelyi iskola-egészségügy történetével, Imreh Domokos sebészi munkásságával, Ady Endre kézjegyismeretével foglalkozott. Bolyai János betegségeiről írott tanulmánya megjelent az Apa és fia küzdelme a kórokkal c. kötetben (társszerző Oláh Anna, Marosvásárhely, 2005).